# Eupithecia plumasata
Eupithecia plumasata là một loài bướm đêm trong họ Geometridae.